# Dragalina (gmina w okręgu Călărași)
Dragalina – gmina w Rumunii, w okręgu Călărași. Obejmuje miejscowości Constantin Brâncoveanu, Dragalina i Drajna Nouă. W 2011 roku liczyła 8537 mieszkańców. 